# Georg Seyler

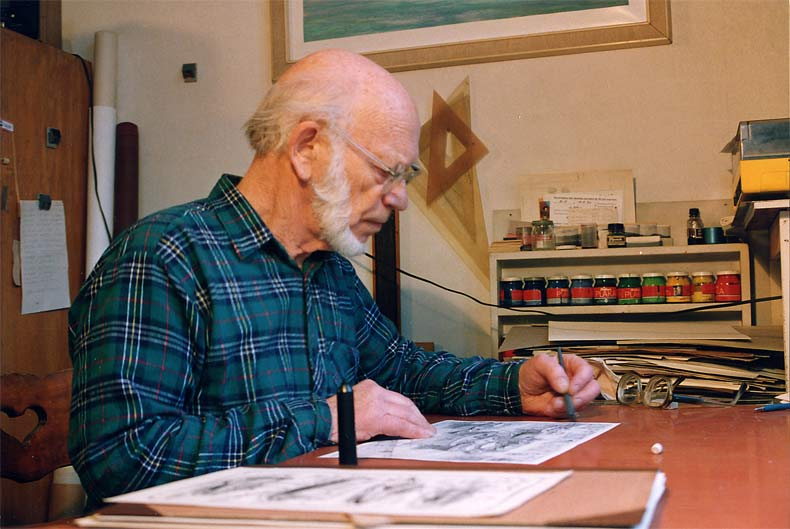
Im Pankower Atelier 1994, Foto: Michael Sohn

Georg Heinrich Robert Seyler (* 19. Mai 1915 in Berlin-Wedding; † 19. März 1998 in Berlin-Pankow) war ein deutscher Maler und Grafiker.
Er schuf ein umfangreiches Werk im Bereich Gebrauchsgrafik, Malerei und Federzeichnung. Ein besonderer Schwerpunkt seiner Arbeiten lag auf maritimen Themen wie Küstenlandschaften, Schiffen und Booten.

## Leben
Seyler wurde als zweites Kind von Robert und Ernestine Seyler geboren. Sein Vater war zu dieser Zeit Vorarbeiter bei Borsig, während seine Mutter erst als Dienstmädchen und später ebenfalls bei Borsig als Motorenwicklerin arbeitete. Sein Bruder Alfred war zwei Jahre älter.
Von 1921 bis 1929 besuchte Georg die Volksschule in Berlin und 1930 begann er eine Lehre als Chromolithograph. Aus dieser Zeit sind erste zeichnerische Arbeiten des Jugendlichen überliefert. Von 1934 bis 1936 besuchte Seyler Abendkurse an der Höheren Grafischen Fachschule in Berlin, um sich in Schrift, Chromolithografie, Kreidelithografie und dem kartografischen Zeichnen zu vervollkommnen.
1936 wechselte er von seiner Lehrfirma zu einer Anstellung als Kartografisch-geografischer Zeichner bei der Preußisch Geologischen Landesanstalt. Im gleichen Jahr heiratete er Gertrud Kleinsteuber. 1937 arbeitete er noch einige Monate als Kartografischer Zeichner, bevor er im November 1937 seine Einberufung zum Wehrdienst erhielt. Daran schloss sich mit dem Kriegsbeginn im September 1939 ein sechsjähriger Kriegsdienst unter anderem bei den Panzertruppen an der Ostfront (Rumänien, Ukraine) an. Auch während der Zeit bei der Wehrmacht und im Krieg hat Georg Seyler immer wieder zum Bleistift gegriffen und Szenen wie Porträts festgehalten. Insbesondere die eigene junge Familie war ein wiederkehrendes Motiv während der kurzen Fronturlaube. Während des Krieges wurden seine Kinder Karin, geboren am 1. April 1938; Ingrid, geboren am 15. Januar 1940 und Edward, geboren am 13. Juni 1941 geboren. Das Kriegsende erlebte er in Gefangenschaft bei den amerikanischen Truppen in Österreich.
Nach seiner Entlassung im Juli 1945 blieb er anfangs in Bayreuth und arbeitete als Schilder- und Dekorationsmaler. Auf Drängen seiner Frau kehrte er im März 1946 nach Berlin zurück und arbeitete ein Jahr als Transportarbeiter bei der Russischen Besatzungsbehörde. Von Mai bis Oktober 1947 war er Künstlerischer Sachbearbeiter in der Kunsthandlung Büttner, Berlin. Anschließend schloss sich bis Juni 1949 eine Phase als freischaffender Maler und Grafiker an und ab Juni 1949 begann er als Zeichner für Statistiken bei der Deutschen Wirtschaftskommission (DWK) zu arbeiten. Von November 1949 an arbeitete er als Grafiker im Amt für Information der DDR unter Klaus Wittkugel in der Hauptabteilung Friedens- und Planpropaganda. Seit Februar 1952 war er bis zu seinem Tod freischaffend für diverse Institutionen, Verlage und Zeitschriften der DDR tätig. 1955 erfolgte die Aufnahme in den Verband Bildender Künstler der DDR.
Während regelmäßiger mehrwöchiger Aufenthalte in den 1960er und 1970er Jahren auf Usedom/Bansin bei Familie Wittkugel entstanden viele Skizzen und Bilder der Ostseeküste. Besonders seine sechs Seereisen waren Ausgangspunkt einer Fülle von Gemälden und Zeichnungen der 1960er bis 1980er Jahre.
In den 1960er und 1970er Jahren war er freier Mitarbeiter der populärwissenschaftlichen Zeitschrift Urania. Hierbei prägte er den Stil wissenschaftlicher Grafik dieser Publikation und produzierte hunderte Druckvorlagen für Artikel und Beiträge. Dabei entstanden auch die eigenen Rücktitelserien zur Geschichte der Segelschifffahrt (1970/71) und Flaggen und Wappen.
In den 1970er Jahren war er Mitbegründer des Arbeitskreises für Schifffahrts- und Marinegeschichte der DDR (AKSM). Durch das Zusammentreffen mit vielen unterschiedlichen Fachleuten und Liebhabern der maritimen Geschichte ergaben sich zusätzliche Tätigkeitsfelder. So war er maßgeblich an der Gestaltung und Ausstattung von Ausstellungen des AKSM beteiligt und belieferte eine Vielzahl von Verlagen und Publikationen mit Illustrationen und Arbeiten. Noch heute ist das von ihm entworfene Signet bei der Deutschen Gesellschaft für Schiffahrts- und Marinegeschichte, in die der AKSM 1991 aufging, in Benutzung.
Im Jahr 1973 erfolgte die Flucht seines Sohnes schwimmend über die Ostsee in die Bundesrepublik. 1975 siedelte Edward Seyler nach Cornwall über und aus den anschließenden Besuchsreisen des Vaters mit Erreichen des Rentenalters entstanden umfangreiche Serien von Ölgemälden und Zeichnungen. Um 1985 entdeckte Georg Seyler das Zeichnen mit der Feder, das sein Werk bis zu seinem Tod prägte.
1996 erlitt er einen Schlaganfall, der die Ölmalerei unmöglich machte und am 19. März 1998 verstarb Georg Seyler in Pankow.

## Werkübersicht
Zu seinen Lebzeiten hatte Georg Seyler den Verbleib seiner Arbeiten nicht festgelegt. So kam der überwiegende Teil seiner Gemälde (über 300) nach dem Tod seiner Frau in den Besitz einer Berliner Antiquitätenfirma. Einen geringeren Teil behielten die Kinder und Enkelkinder. Um das umfangreiche Werk nicht in Vergessenheit geraten zu lassen, wurde ein digitales Archiv aufgebaut.

### Malerei

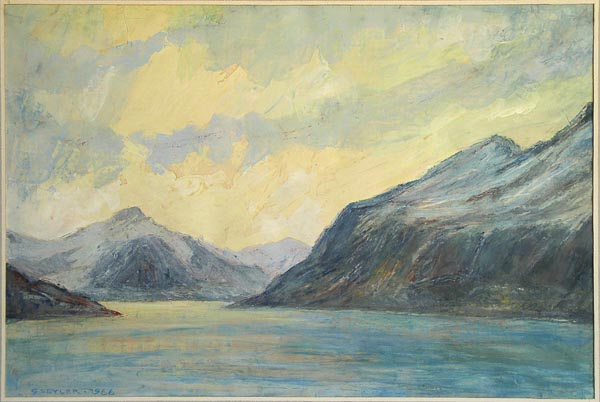
Motiv der Nordlandreise von 1966, Öl auf Karton
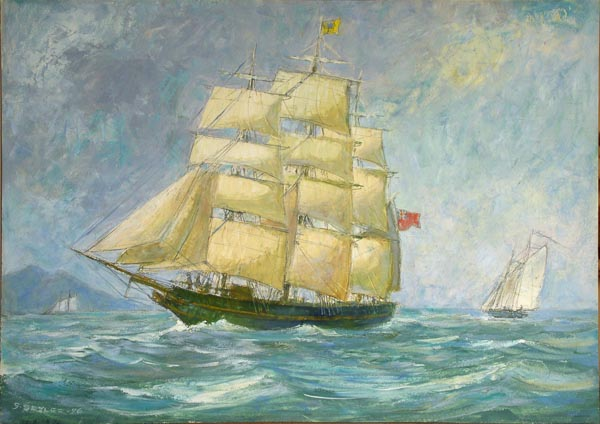
Öl auf Karton, 1976

### Gebrauchsgrafik / Wissenschaftliche Illustration

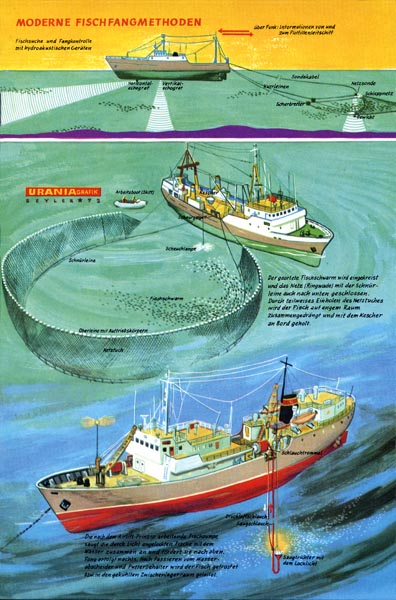
URANIA Illustration aus Heft 12/1972
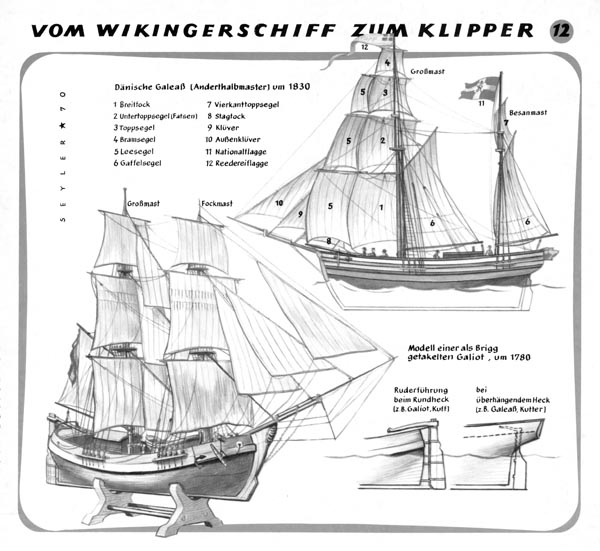
Rücktitelgrafik aus URANIA 12/1970

### Freie Grafik / Federzeichnungen

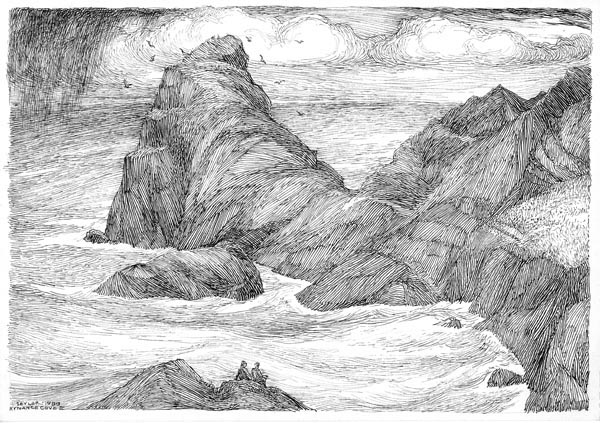
Motiv aus Cornwall, Format des Originals A4